# Brunete Fraccaroli
Brunete Frahia Fraccaroli (São Paulo, 11 de maio de 1952 – São Paulo), é uma arquiteta, designer brasileira e empresária. Ela foi a responsável por aplicar cores em móveis e superfícies de madeira, introduzindo inovação aos projetos de interiores brasileiros, mesmo diante das críticas da imprensa, contou com apoio de Ruy Ohtake e Oscar Niemeyer.
Hoje ela é conhecida como arquiteta colorida e foi a primeira mulher brasileira a receber homenagem da Mattel, com a Barbie Arquiteta.

## Biografia
Filha primogênita, de um casal imigrantes Italianos, seu pai Bruno Fraccaroli e sua mãe Sylvia Fraccaroli, ela tem um irmão caçula, chamado Ricardo Fraccaroli, Brunete Fraccaroli estudou na Faculdade de Arquitetura e Urbanismo, Mackenzie, na qual se formou em 1975.
Sua infância foi marcada por viagens ao Rio de Janeiro, por causa do seu pai ser empresário do ramo de doces, como também a Fortaleza, entre praias e outros lugares, sempre observando a imensidão do mar e todas as coisas que a cercavam. Seu irmão tinha uma criação diferente por ser homem, mas ele foi o primeiro a apoiar quando ela disse que queria cursar arquitetura, como seus pais e sua tia também.
Brunete Fraccaroli casou-se, teve uma filha chamada Juliana Fraccaroli e possui um neto. 

## Arquitetura
Na arquitetura Brunete Fraccaroli ela fez estágio com Ruy Ohtake, seu grande mentor que a apresentou ao arquiteto Oscar Niemeyer, ambos a apoiaram quando ela resolveu aplicar cores em móveis e superfícies de madeira, além de utilizar portas e janelas de vidro em seus projetos, mesmo diante das críticas da imprensa.

## Projetos
Brunete Fraccaroli foi responsável por projetos de interiores, como, Hospital das Clínicas,Instituto de Psiquiatria do Hospital das Clínicas, Hotel Unique, em parceria com Ruy Ohtake, Auditório Ibirapuera, em parceria com Oscar Niemeyer, Anfiteatro do Hospital do Câncer.

## Prêmios
Melhor Projeto Arquitetônico Brasileiro de Interiores com Projeto Corporativo, em 1999, DECA. Casa de Vidro.
Melhor Projeto Institucional Brasileiro com Anfiteatro do Hospital do Câncer.
Melhor Projeto Arquitetônico Brasileiro de Interiores com Projeto Residencial em 2022, Apartamento em Perdizes.

## Homenagem
Brunete Fraccaroli sofreu muitas criticas por parte da imprensa ao colocar cor em móveis, a apelidaram ela como "Barbie Arquiteta" devido aos seus projetos serem muito coloridos. Devido a essa crítica, ela resolveu colecionar Barbie e fez da critica um de seus hobbies. Em 2011, A Mattel homenageou a arquiteta Brunete Fraccaroli com uma boneca Barbie personalizada, lançada como parte da linha "Barbie Quero Ser".